# Normă agnatică
Norma agnatică sau principiul senioratului reprezintă în dreptul succesoral, o normă cutumiară aplicată în Evul Mediu Timpuriu, de numeroase familii princiare și regale est-europene (mai ales maghiare și slave) conform căreia tronul revenea celui mai în vârstă și/sau mai competent membru direct al familiei cârmuitoare.
De multe ori succesorul era desemnat încă din timpul vieții monarhului în exercițiu.
Aplicarea acestei reguli a provocat lupte interne sângeroase care au decimat dinastia Piast în Polonia, dinastia Arpadiană în Ungaria, dinastia Rurik în Rusia Kieveană și dinastia Přemyslid în Boemia. Ca urmare, această regulă a fost înlocuită cu cea a primogeniturii.
Spre deosebire de Europa de Vest, în Europa de Est nu se obișnuia stabilirea unui singur moștenitor. La moartea suveranului, țara nu era împărțită între moștenitori în teritorii independente. Deși avea loc o împărțire fundamentală, noile teritorii nu erau atribuite definitiv fiilor cârmuitorului decedat, ci doar pentru o perioadă limitată de timp. Dacă un deținător al unui titlu princiar murea, ceilalți moștenitori preluau titlul. De regulă, între aceste teritorii exista unul foarte puternic care, de obicei, revenea fiului cel mare. El deținea atunci, cel puțin pro forma, suveranitatea în raport cu teritoriile fraților săi, astfel încât unitatea teritoriilor urma să fie păstrată. În Polonia, Ungaria și Boemia, acești moștenitori principali erau denumiți în latină senior sau princeps, iar în Rusia Kieveană, înainte de invazia mongolă, ei purtau titlul de mare duce și aveau reședința la Kiev.
Norma agnatică avea două deficiențe majore. În primul rând, moștenitorii mai în vârstă mureau de obicei primii, și ca urmare toți ceilalți moștenitori deveneau „următorul posibil principe”. Astfel, aproape niciunul dintre cei implicați nu dorea să-și impună stăpânirea într-un teritoriu deoarece se putea aștepta ca în orice moment să treacă într-o poziție mai bună. În al doilea rând, numărul participanților la acest „carusel al moștenirii” creștea rapid deoarece nu numai frații din prima generație de moștenitori, ci în curând și fiii lor erau vizați de principiul senioratului. Acest lucru a dus la fragmentarea teritoriilor și la nașterea a numeroase conflictele între frați, unchi și nepoți.
În Antichitatea târzie, regele Genseric a stabilit un principiu asemănător de succesiune pentru poporul vandal. Aplicarea acestui principiu a fost deosebit de pronunțat în Rusia Kieveană. Deși probabil anterior au existat abordări similare, norma agnatică a fost introdusă detaliat pentru prima dată sub Iaroslav cel Înțelept la mijlocul secolului al XI-lea cu intenția de a exclude în viitor confuzia ce înconjurase urcarea sa pe tron. Totuși, această manevră nu a funcționat. Mai degrabă, principiul senioratului a fost motivul principal al fragmentării Rusiei în Evul Mediu care a stopat în mare parte ascensiunea Moscovei începută în secolul al XIV-lea. Principiul senioratului a fost adoptat și în Polonia, Boemia și Ungaria, deși în forme modificate, menite să limiteze numărul de posibili succesori. Și în Rusia s-au făcut mai târziu eforturi pentru a exclude fiii fraților mai mici de la dreptul de a moșteni tronul. În general, norma agnatică a fost rar folosită în forma sa pură, deoarece principii posibili moștenitori aveau posibilitatea de a ocupa o poziție mai bună în linia de succesiune cu ajutorul puterii militare și sprijinul statelor vecine.
În Sfântul Imperiu Roman a existat o reglementare similară pentru feudele seniorale, ce presupunea acordarea unor posesiuni imperiale în care cavalerii imperiali erau subordonați doar conducătorului imediat (rege sau împărat). Principiul senioratului a fost folosit, de asemenea, în mai multe case regale germane.
În prezent, succesiunea la tron în Arabia Saudită urmează principiul senioratului introdus de dinastia Saudită aflată la putere din 1932.